# Ефеска школа
Ефеската школа е свързана с философската мисъл на древногръцкия философ Хераклит от Ефес, според който огънят е битието на цялата вселена. Според него битието е едно-единствено и е материално, но в същото време той признава постоянната промяна на света. Движението на елемента (огъня) е в дисонанс и дисхармония, въпреки че хармонията е крайният резултат от процеса. Въпреки че никога не е имало официална Ефеска школа, Диоген Лаертски споменава, че неговата школа е имала последователи и те се наричали хераклитовци.
|  | Тази страница частично или изцяло представлява превод на страницата Ephesian school в Уикипедия на английски. Оригиналният текст, както и този превод, са защитени от Лиценза „Криейтив Комънс – Признание – Споделяне на споделеното“, а за съдържание, създадено преди юни 2009 година – от Лиценза за свободна документация на ГНУ. Прегледайте историята на редакциите на оригиналната страница, както и на преводната страница, за да видите списъка на съавторите. ВАЖНО: Този шаблон се отнася единствено до авторските права върху съдържанието на статията. Добавянето му не отменя изискването да се посочват конкретни източници на твърденията, които да бъдат благонадеждни. |